# Primera División de Uruguay 1941
Liga Profesional de Primera División 1941 var den 39:e säsongen av Uruguays högstaliga i fotboll, och tionde säsongen som ligan spelades på professionell nivå. Ligan spelades som ett seriespel där samtliga lag mötte varandra vid två tillfällen. Totalt spelades 110 matcher med 419 gjorda mål.
Nacional vann sin 16:e titel som uruguayanska mästare, obesegrade med 20 vinster.

## Deltagande lag
11 lag deltog i mästerskapet, samtliga från Montevideo.

## Resultat
| Nr | Lag                  | S  | V  | O | F  | GM | IM | MS  | P  |
| -- | -------------------- | -- | -- | - | -- | -- | -- | --- | -- |
| 1  | Nacional             | 20 | 20 | 0 | 0  | 79 | 22 | +57 | 40 |
| 2  | Peñarol              | 20 | 15 | 1 | 4  | 60 | 31 | +29 | 31 |
| 3  | Rampla Juniors       | 20 | 8  | 6 | 6  | 37 | 33 | +4  | 22 |
| 4  | Central FC           | 20 | 7  | 5 | 8  | 29 | 38 | −9  | 19 |
| 5  | IA Sud América       | 20 | 7  | 5 | 8  | 32 | 40 | −8  | 19 |
| 6  | Racing Club          | 20 | 6  | 6 | 8  | 38 | 46 | −8  | 18 |
| 7  | River Plate          | 20 | 7  | 3 | 10 | 35 | 41 | −6  | 17 |
| 8  | Liverpool            | 20 | 6  | 5 | 9  | 26 | 42 | −16 | 17 |
| 9  | Montevideo Wanderers | 20 | 5  | 4 | 11 | 37 | 37 | 0   | 14 |
| 10 | CA Defensor          | 20 | 4  | 6 | 10 | 25 | 44 | −19 | 14 |
| 11 | Bella Vista          | 20 | 3  | 3 | 14 | 21 | 45 | −24 | 9  |